# AKOM
Pour les articles homonymes, voir Akom.
AKOM est un studio d'animation sud-coréen, qui a été très prolifique depuis sa conception en 1985 par Nelson Shin. Le studio a, entre autres, travaillé à l'animation de 200 épisodes des Simpson, nombre toujours en hausse. Le studio a également fait une partie de l'animation de Les Simpson, le film.
AKOM a été impliqué dans d'autres séries, comme Les Tiny Toons, Animaniacs, Batman et dans certains épisodes de Le Petit Dinosaure.